# Robert Rush Miller
Robert Rush Miller (23 de abril de 1916 – 10 de fevereiro de 2003) foi uma figura importante na ictiologia e no conservacionismo dos Estados Unidos de 1940 a 1990.
Ele nasceu em Colorado Springs, ganhou seu diploma de bacharel em 1938 na Universidade da Califórnia em Berkeley, um mestrado na Universidade de Michigan em 1943, e um Ph.D. na Universidade de Michigan em 1944. Foi professor na Universidade de Michigan em 1954.
Juntamente com W. L. Minckley, ele descobriu uma nova espécie de poeciliídeo, Xiphophorus gordoni, nomeado em honra do Dr. Myron Gordon. Ele serviu como editor de ictiologia da Copeia de 1950 a 1955.

## Publicações selecionadas
- Miller, Robert R. e Minckley, W. L. (1963) "Xiphophorus gordoni, Uma Nova Espécie de Poecilídeo de Coahuila, México" Copeia 1963(3): pp.  538-546
- Lagler, Karl Frank; Bardach, John E. e Miller, Robert Rush (1962) Ictiologia da Universidade de Michigan, em Ann Arbor, Michigan, a OCLC 61070182
- Miller, Robert Rush, Wendell L. Minckley, e Steven Marca Norris. Peixes de água doce do México. University of Chicago Press, 2005.
- Gustcol, C. L. e R. R. Miller. 1948. A Grande Bacia, com ênfase em glacial e postglacial vezes. II. O zoológico de provas. Univ. Utah Bull. 38:17-166
- Miller, Robert Rush. O homem e a mudança do peixe fauna do Sudoeste Americano. Michigan Academia de Ciências, Artes e Letras, 1961.
- Miller, R. R. 1972. Ameaçadas de Peixes de água Doce dos Estados Unidos. Transações da Sociedade Americana das Pescas 101, 239-252.